# Minoritenkirche (Linz)

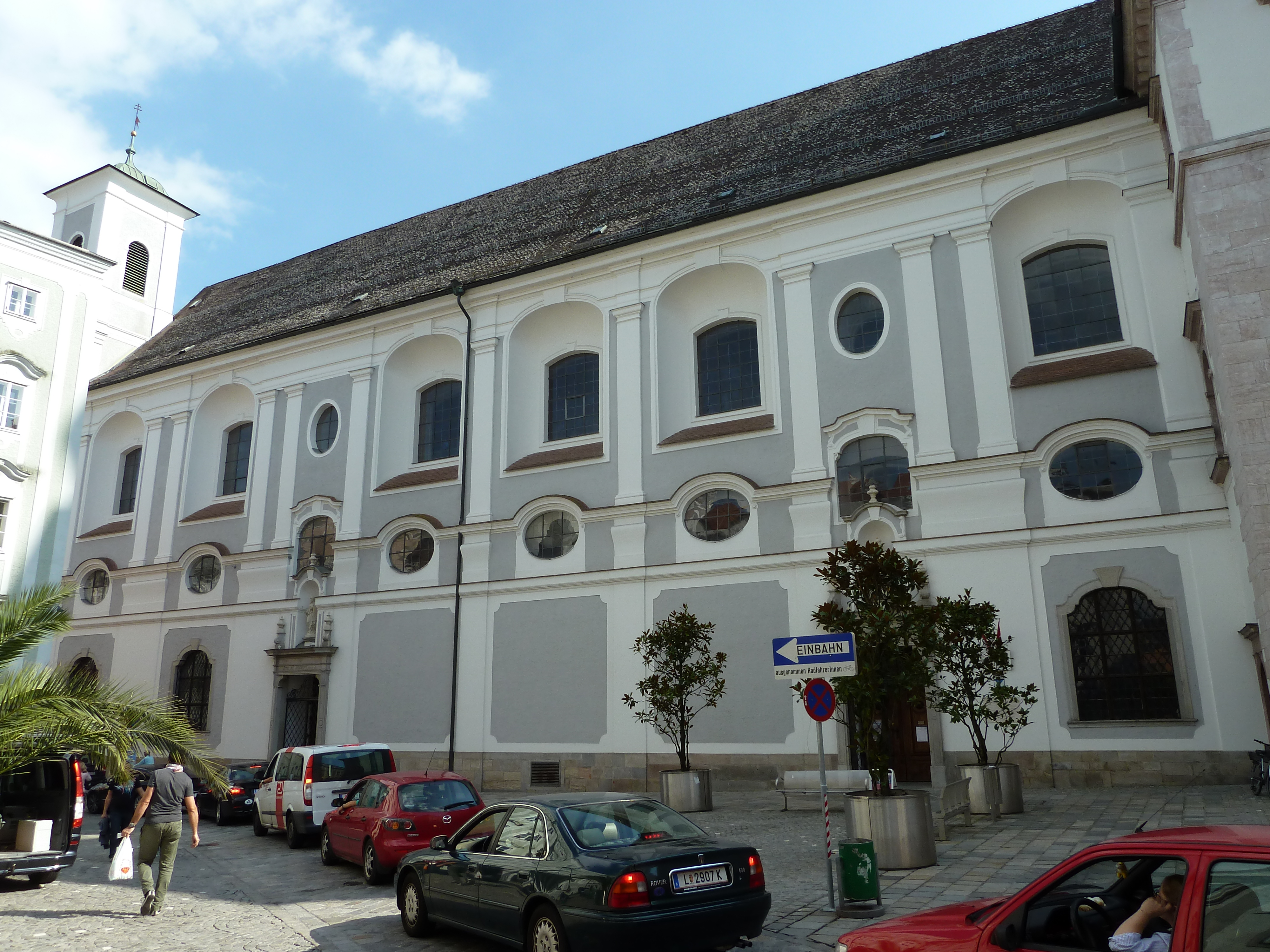
Die Minoritenkirche von der Klosterstraße aus

Die Linzer Minoritenkirche, auch Landhauskirche genannt, ist eine römisch-katholische Kirche in der Innenstadt von Linz. Die Rokokokirche mit dem Patrozinium Mariä Verkündigung befindet sich im Besitz der oberösterreichischen Landesregierung, ist Filialkirche der Stadtpfarre von Linz und wird von der Priesterbruderschaft St. Petrus genutzt, in deren Händen auch das Kirchenrektorat liegt. Das Kirchengebäude steht unter Denkmalschutz (Listeneintrag).

## Historisches
Das Linzer Franziskanerkloster stellt die erste Niederlassung des 1210 gegründeten Franziskanerordens (fratres minores, „Minderbrüder“, Minoriten) in Oberösterreich dar. Bereits 1236 sind die Brüder in Linz zum ersten Mal urkundlich nachgewiesen. Klösterliches Zusammenleben, Ausübung der Seelsorge und ein Leben im Geist ihres Gründers Franz von Assisi charakterisierten das Wirken des Ordens. Lange Zeit das einzige Kloster von Linz, war es ein Zentrum der Seelsorge für die Stadt. Durch die Reformation und das Verbot, Novizen aufzunehmen, ging die Zahl der Ordensleute stark zurück, bis Kaiser Ferdinand I. das Kloster – mit Ausnahme von Kirche und Kreuzgang – 1562 an die Landstände von Oberösterreich übertrug. In den Jahren 1564 bis 1571 brachen die Landstände die alten Konventgebäude ab und errichteten das heute noch bestehende Landhaus. Erste große bauliche Veränderungen am Kirchengebäude erfolgten, als 1577 die Sakristei widerrechtlich abgebrochen wurde.
Seit 1602 übernahmen die Jesuiten, die zum Zweck der Gegenreformation nach Linz gekommen waren, die Gottesdienste an der Minoritenkirche. 1678 kam die Kirche wieder in franziskanische Hand, und zwar an die Franziskaner-Konventualen oder Minoriten. Als Unterkunft dienten ihnen zwei benachbarte Häuser, bis 1716 das Kloster nach Plänen von Johann Michael Prunner neu errichtet wurde.
Das Linzer Minoritenkloster wurde 1785 von Kaiser Joseph II. aufgehoben. Die Ordensleute mussten gehen, das Klostergebäude wurde zu Regierungszwecken verwendet. Heute befindet sich in ihm die Landesregierung von Oberösterreich. Die Kirche ist seitdem ein Filialgotteshaus der Stadtpfarre und wird seit etwa 1990 von der Priesterbruderschaft St. Petrus für ihre Gottesdienste genutzt.

## Bau

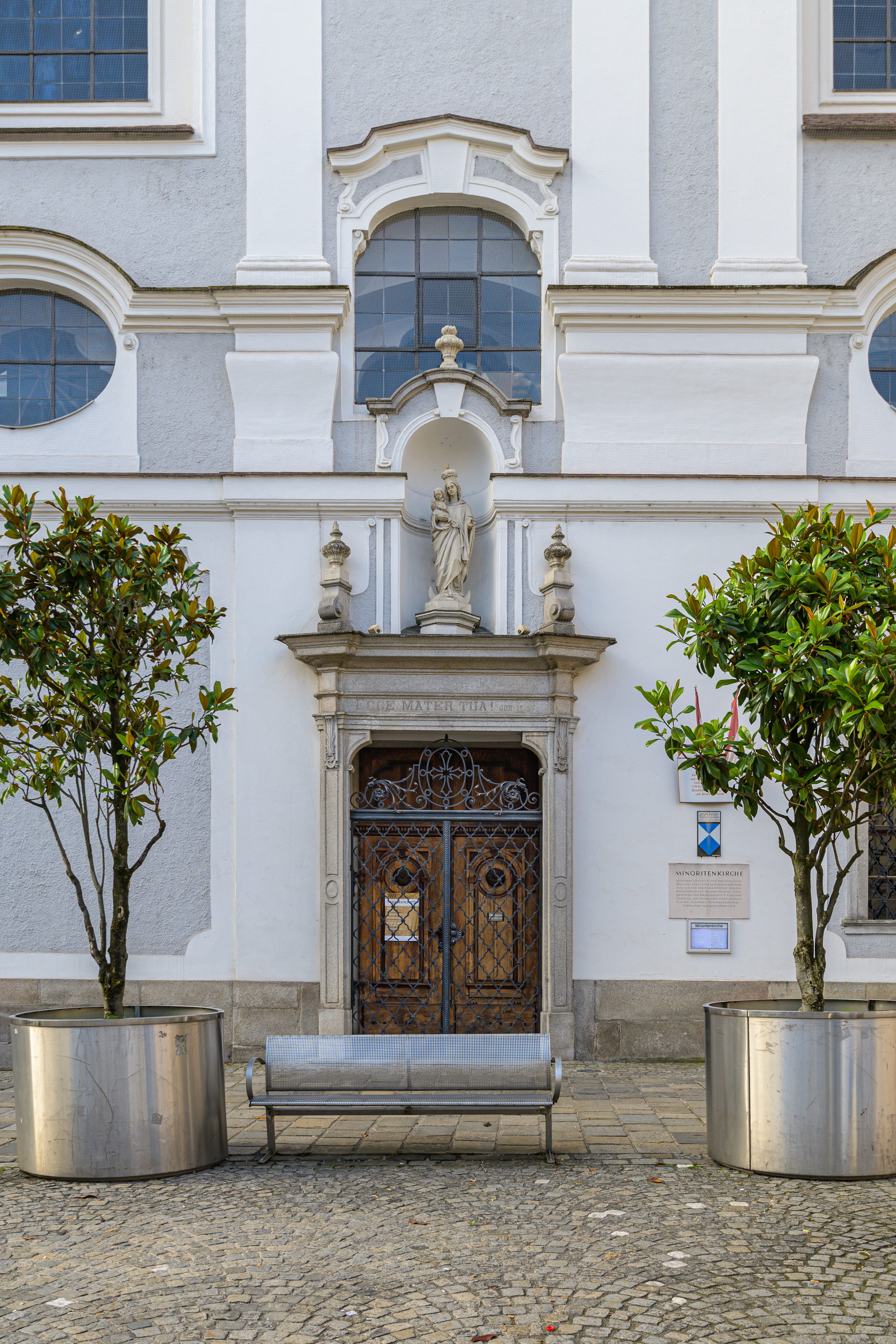
Portal

Mit dem Bau einer gotischen Kirche dürfte im Jahr 1278 begonnen worden sein. Die ursprünglich zweischiffige gotische Minoritenkirche wurde ab 1751 vom Linzer Maler- und Baumeister Johann Matthias Krinner umgebaut und erhielt ihr heutiges Aussehen. Die Nordseite der Kirche ist, da sie in Ost-West-Richtung in der Häuserzeile errichtet wurde, die Schauseite des Gotteshauses. Diese ist dreigeschoßig und reich gegliedert und wird von einer großen Dachfläche gekrönt. Durch zwei Portale gelangt man in das Innere der Kirche. Der Turm, welcher sich östlich an das Presbyterium anschließt, wurde 1699 durch Franz Michael Pruckmayr errichtet.
Ein gänzlicher Neubau der Kirche nach Plänen von Johann Michael Prunner wurde trotz des 1713 geschlossenen Vertrages auf Grund der wirtschaftlichen Lage nicht durchgeführt. Die letzte Veränderung wurde nach dem Stadtbrand vom 15. August 1800 durchgeführt, als der Turm an Stelle der schindelgedeckten Zwiebel sein heutiges Dach erhielt.

## Innenraum
Der Innenraum der Linzer Minoritenkirche zeigt sich dem Betrachter als heiterer, eleganter Kirchenraum des Rokoko. Dem Chor im Osten schließt sich durch einen Triumphbogen abgeteilt das Langhaus mit seinen sechs großen Nischen, in welchen sich die Seitenaltäre befinden, an. Unter der Orgelempore findet man den Allerseelenaltar und den rückwärtigen Teil der Kirchenstühle aus dem 17. Jahrhundert, während die Kirchenstühle im Langhaus aus dem 18. Jahrhundert stammen. Das Gewölbe weist schlichte, aber edle Rocaille-Stuckaturen als Zierde auf. Am Chorbogen ist in einer Rocaille-Kartusche das Wappen des Minoritenordens zu sehen. Einzig das Gewölbe des Presbyteriums ist reicher stuckiert und zeigt das Auge Gottes, von dem Strahlenbündel ausgehen, umrahmt von Engelsköpfen und Gewölk. In den Gewölbezwickeln sind – ebenfalls in Stuck gearbeitet – die vier abendländischen Kirchenväter zu sehen. Der Betrachter erhält den Eindruck eines sakralen Festsaales beim Anblick dieser einzigen Rokokokirche der Stadt Linz.

### Hochaltar

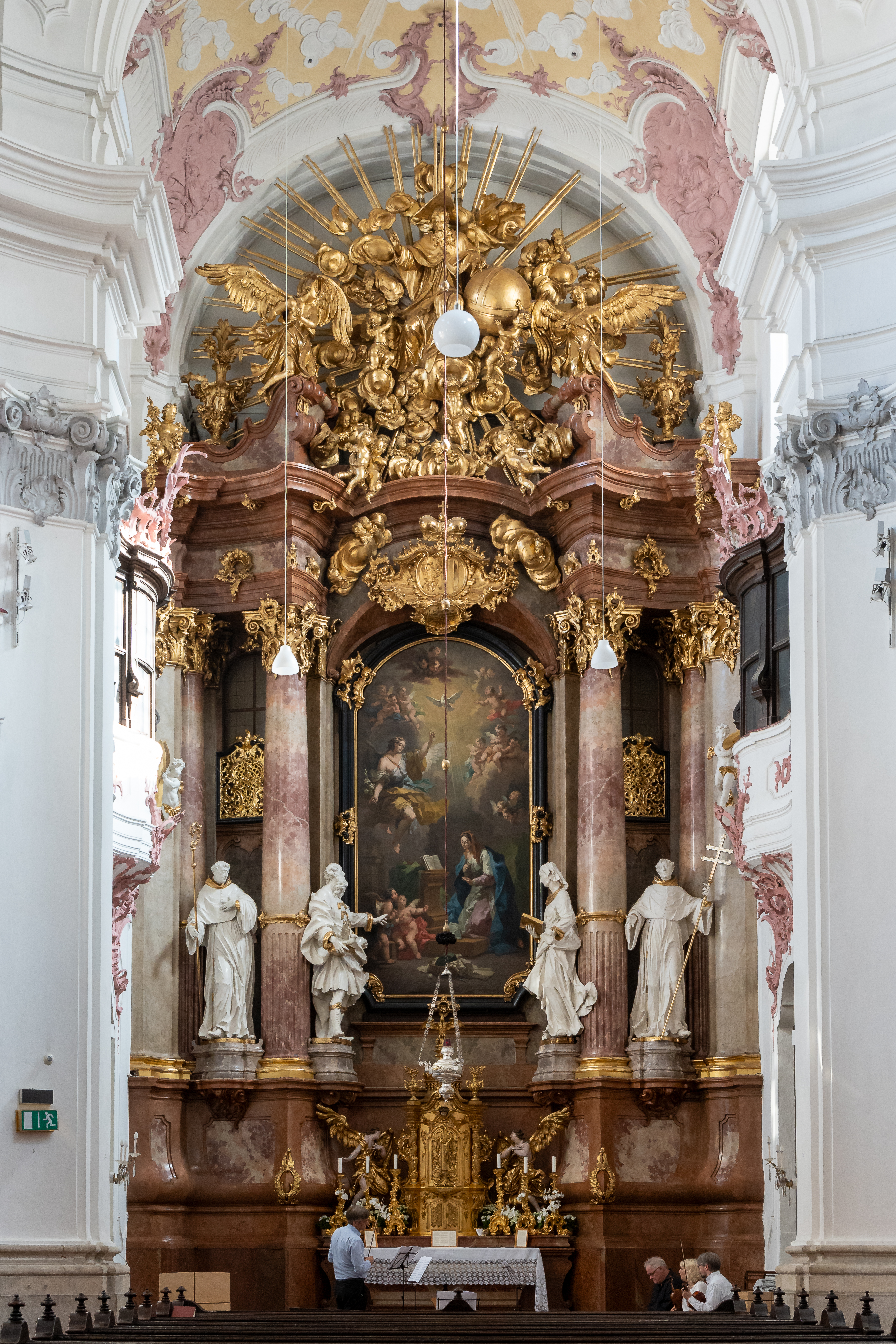
Hochaltar

Der mächtige, die ganze Ostfront des Presbyteriums einnehmende Hochaltar, wurde 1756 in Stuckmarmor aufgeführt. Über der Mensa des Altares befindet sich der Tabernakel aus dem Jahr 1895 mit zwei anbetenden Engeln aus dem 18. Jahrhundert. Das Altarbild über dem Tabernakel stellt die Verkündigung Mariens dar und wurde von dem Barockmaler Bartolomeo Altomonte geschaffen. Dieses Werk bildet ein Glanzstück der Minoritenkirche. Der Auszug des Altares zeigt eine vergoldete Gruppe mit Gott Vater, welcher von Engeln umgeben ist. Zu beiden Seiten des Altarbildes sind innen die Eltern Mariens, Joachim und Anna, zu sehen, außen die beiden Minoritenheiligen Ludwig von Toulouse und der Kirchenlehrer Bonaventura. Über deren Häuptern sind zwei Fenster zu sehen, die zum heute nicht mehr vorhandenen Betchor des Minoritenkonvents gehören.

### Seitenaltäre

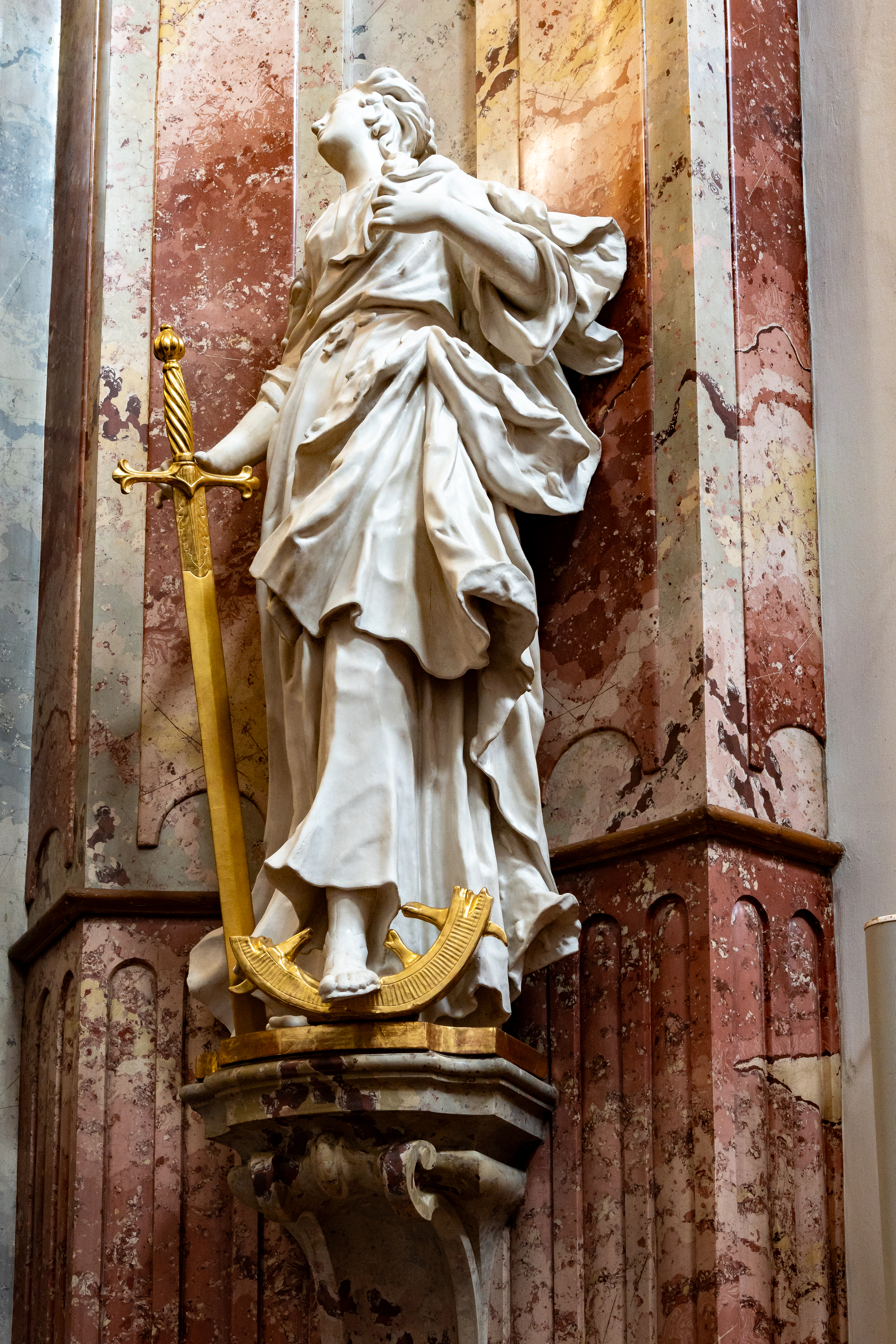
Statue der hl. Katharina am Johannes-von-Nepomuk-Altar

Die Seitenaltäre der Minoritenkirche stellen eine Besonderheit dar, da bei ihnen Altar und Architektur zu verschmelzen scheinen, bedingt durch den Einbau in die Altarnischen. Auch sie sind in Stuckmarmor ausgeführt und gelten als Glanzleistungen des Rokoko in Österreich. Auf der Evangelienseite befinden sich von vorne gesehen: der Kreuzaltar, dessen Altarblatt (Kremser Schmidt) von den Statuen der Schmerzensmutter und des hl. Johannes des Evangelisten begleitet wird; der Mariahilf-Altar, welcher eine Kopie des Gnadenbildes von Passau bzw. Innsbruck birgt, flankiert von den Heiligen Barbara und Apollonia; der Johannes-von-Nepomuk-Altar mit dem Bild des Heiligen als Fürbitter bei Gott. Dem Bild des Johannes von Nepomuk assistieren die beiden Heiligen Margaretha und Katharina von Alexandrien. Auf der Epistelseite sind, ebenfalls von vorne gesehen: der Franziskusaltar, mit dem Bild der Stigmatisierung des hl. Franziskus, begleitet von den Statuen der heiligen Apostel Jakobus des Älteren und Judas Taddhäus; der Antoniusaltar mit einem Tafelbild des hl. Antonius, des großen Wundertäters von Padua, als Assistenzfiguren die Heiligen Florian und Donatus; der Joseph-von-Copertino-Altar, der eine Levitation des hl. Josef von Copertino zeigt. Dieses interessante Werk wird begleitet von den Heiligen Sebastian und Rochus. Unter der Empore findet sich noch der Allerseelenaltar mit einem Altarbild aus dem 17. Jahrhundert, welches die Gottesmutter als Fürbitterin der Armen Seelen bei ihrem göttlichen Sohn zeigt. Auf der Mensa des Altares wird eine ausdrucksstarke Pietà aus dem beginnenden 18. Jahrhundert verehrt.

### Kanzel
Die Kanzel der Minoritenkirche stammt aus dem Jahr 1767 und wird noch heute zum Predigen genutzt. Sie kann vom Gang zwischen Sakristei und Presbyterium aus betreten werden. Der Kanzelkorb ist geziert mit den Symbolen der vier Evangelisten und vier Reliefs mit den Darstellungen der hl. Maria Magdalena als Büßerin, der Bußpredigt des hl. Johannes des Täufers, des hl. Franziskus, sowie der ehernen Schlange. Der Schalldeckel weist an der Unterseite die Taube als Symbol des Hl. Geistes auf. Auf dem Schalldeckel selbst befindet sich eine Rokokostatue des Guten Hirten.

### Orgel

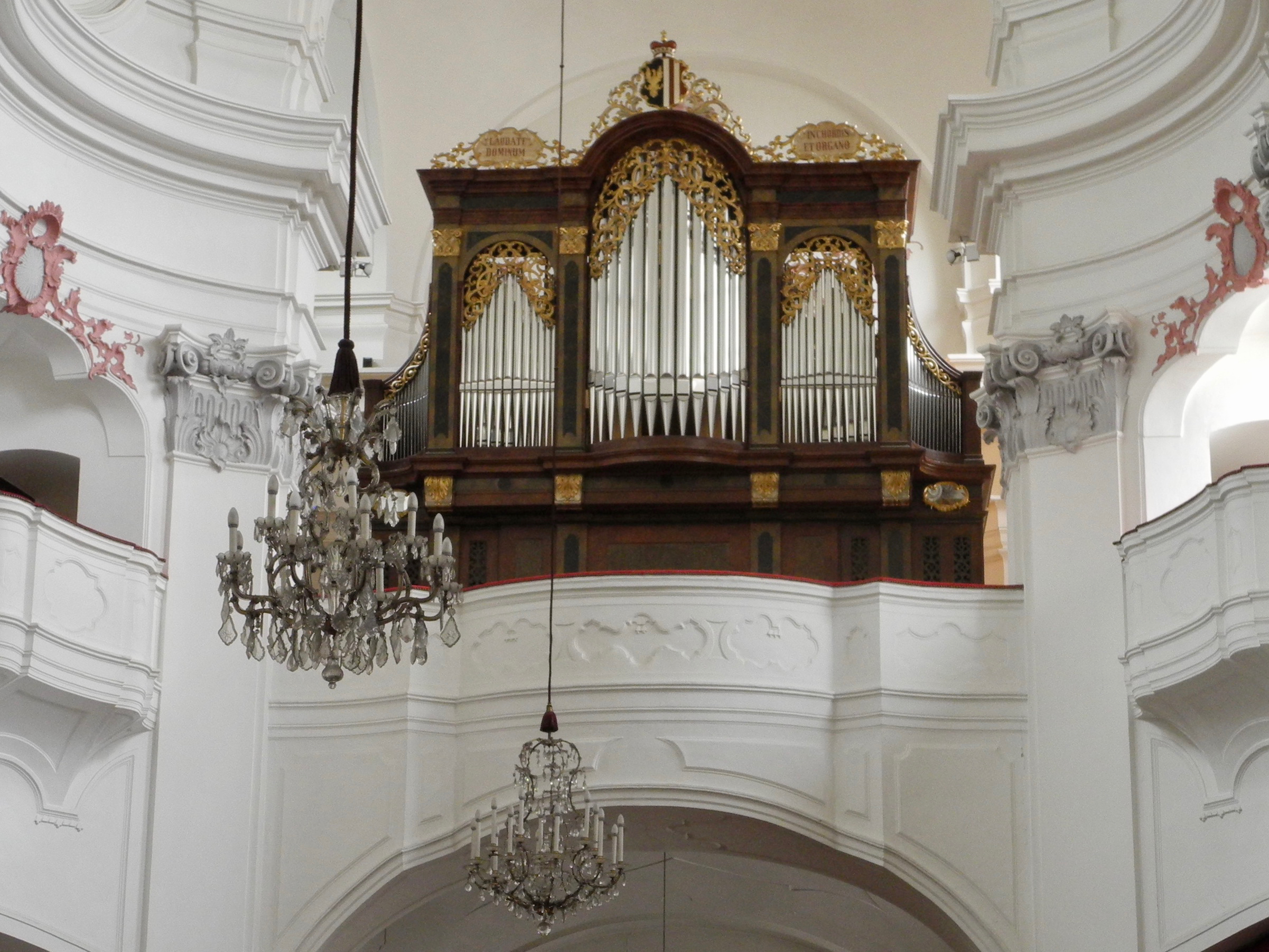
Wegscheider-Orgel 2009

Bereits im Jahr 1501 ist eine Orgel in der Minoritenkirche erwähnt. Der mächtige Orgelprospekt stammt vom Jahr 1853 und wurde unter Verwendung von Teilen eines Orgelprospekts aus dem 18. Jahrhundert errichtet. Er trägt in der Mitte als Bekrönung das Wappen Oberösterreichs. Das Gehäuse diente Werken von Ludwig Mooser (Salzburg) und Leopold Breinbauer (Ottensheim). Das jetzige Orgelwerk wurde vom Sommer 2008 bis Mai 2009 als nachhaltiger Beitrag des Landes Oberösterreich zum Projekt „Linz Kulturhauptstadt 2009“ vom Dresdner Orgelbaumeister Kristian Wegscheider neu eingebaut. Die Orgel verfügt über 27 klingende Register und hat als Stimmton a‘ = 415 Hz. Eine Besonderheit ist, dass die Orgel der Minoritenkirche als klassische sächsische Barockorgel angelegt wurde.

### Sakristei
In der ehemaligen Sommersakristei haben sich die Sakristeischränke mit Intarsienarbeiten und eine ebenso mit Intarsien gezierte Tür aus der zweiten Hälfte des 18. Jahrhunderts sowie ein Brunnen aus rotem Marmor aus der zweiten Hälfte des 17. Jahrhunderts erhalten. Die Sakristei der Minoritenkirche dürfte als eine der schönsten Sakristeien der Stadt Linz gelten.

## Seelsorge an der Minoritenkirche
Die Seelsorge an der Minoritenkirche liegt seit 1990/91 in den Händen der Priesterbruderschaft St. Petrus (FSSP), kurz Petrusbruderschaft genannt. Als „Gesellschaft apostolischen Lebens päpstlichen Rechts“ wurde sie am 18. Oktober 1988 von Papst Johannes Paul II. gegründet. Die Priester der Bruderschaft feiern die Liturgie in der außerordentlichen Form des römischen Ritus, auch Tridentinischer Ritus genannt.